# Johanniter International

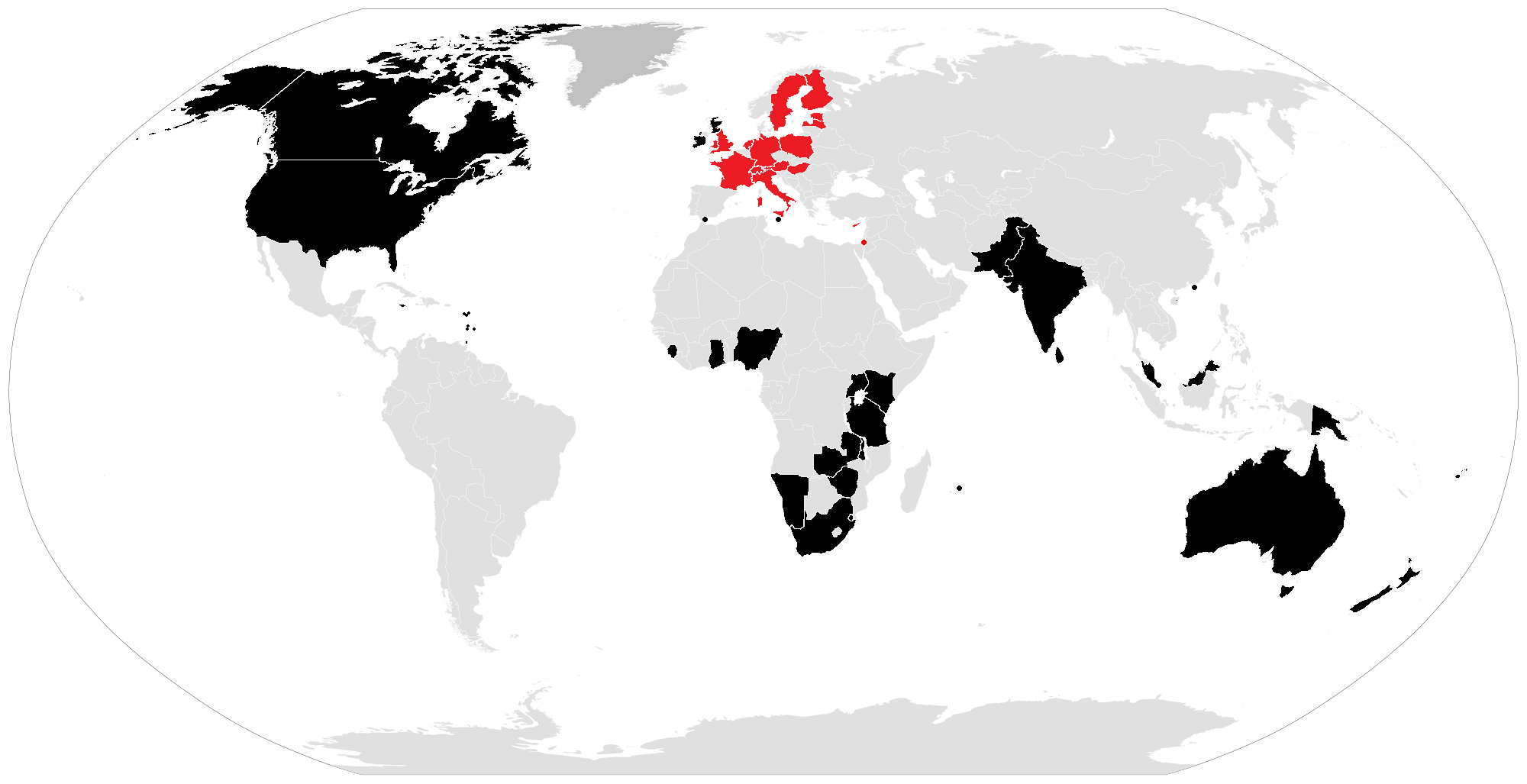
Глобальная сеть Johanniter International

Johanniter International (аббревиатура JOIN) — общественная, 
некоммерческая медико-гуманитарная организация, которая поддерживает, координирует и объединяет в международную сеть работающие под эгидой британского ордена Святого Иоанна и протестантских орденов Святого Иоанна национальные отделения St John Ambulance и Johanniter-Unfall-Hilfe  разных стран мира.

## Предыстория
Название организации связано с именем Иоанна Крестителя и последователями благотворительных идей и практик, изначально в Средние века культивированных монашескими духовно-рыцарскими орденами. Рыцари проявляли заботу о паломниках из Западной Европы в Палестину к христианским святыням. Госпитальеры в Иерусалиме принимали у себя путников, защищали паломников, ухаживали за больными. Воины-монахи, в ходе истории вынужденные обосноваться на Мальте, стали известны как Мальтийский орден. В их символике были закреплены белый и красный цвета, а также составленный из четырех обращенных друг к другу наконечников стрел мальтийский крест. Католическая церковь в ходе Реформации утратила позиции на части территории Западной Европы. Порожденные реформационным движением протестантские общины стали активно практиковать социальное служение, оказывать необходимую экстренную помощь людям,  нуждающимся в ней (немецкие и шведские лютеране, британские англикане, нидерландские реформисты и представители других стран). Они объединялись в различные сообщества, связанные с именем Иоанна Крестителя, часто с мальтийским крестом, хотя и других цветов в отличие от Мальтийского ордена.

## Цели и задачи JOIN
Основной миссией современных христианских орденов является помощь больным и нуждающимся по примеру старинного рыцарского ордена Госпитальеров. В рамках этой миссии в конце XX века наметилась тенденция к объединению и координации деятельности близких по целям  медико-гуманитарных христианских организаций в разных странах мира, сначала в Европе, а затем и за её пределами. В ходе торжеств по случаю 900-летия ордена Госпитальеров 14 мая 1999 года была высказана идея о более тесном сотрудничестве в Европе. На международном совещании  в Риге / Латвия с 29 июня по 2 июля 2000 года обсуждались возможности распространения европейских ценностей и в других странах мира. В Риге была принята резолюция, подтверждённая в Базеле / Швейцария 20 октября 2000 года. Подписавшие её представители договорились работать вместе на европейском и международном уровне в глобальной сети под названием Johanniter International (JOIN). В настоящее время национальные отделения JOIN продолжают 900-летние традиции  госпитальеров более чем в 50 странах мира, благодаря участию 100 тысяч волонтёров и профессионалов.
К задачам JOIN относятся: неотложная медицинская помощь, спасательные службы, работа с детьми и молодежью, забота о старых людях, инвалидах и малоимущих, помощь в кризисных ситуациях из-за пожаров, наводнений, землетрясений. Мероприятия финансируются за счёт пожертвований от частных лиц, компаний и фондов по всему миру.

## Галерея

Johanniter International в разных странах мира
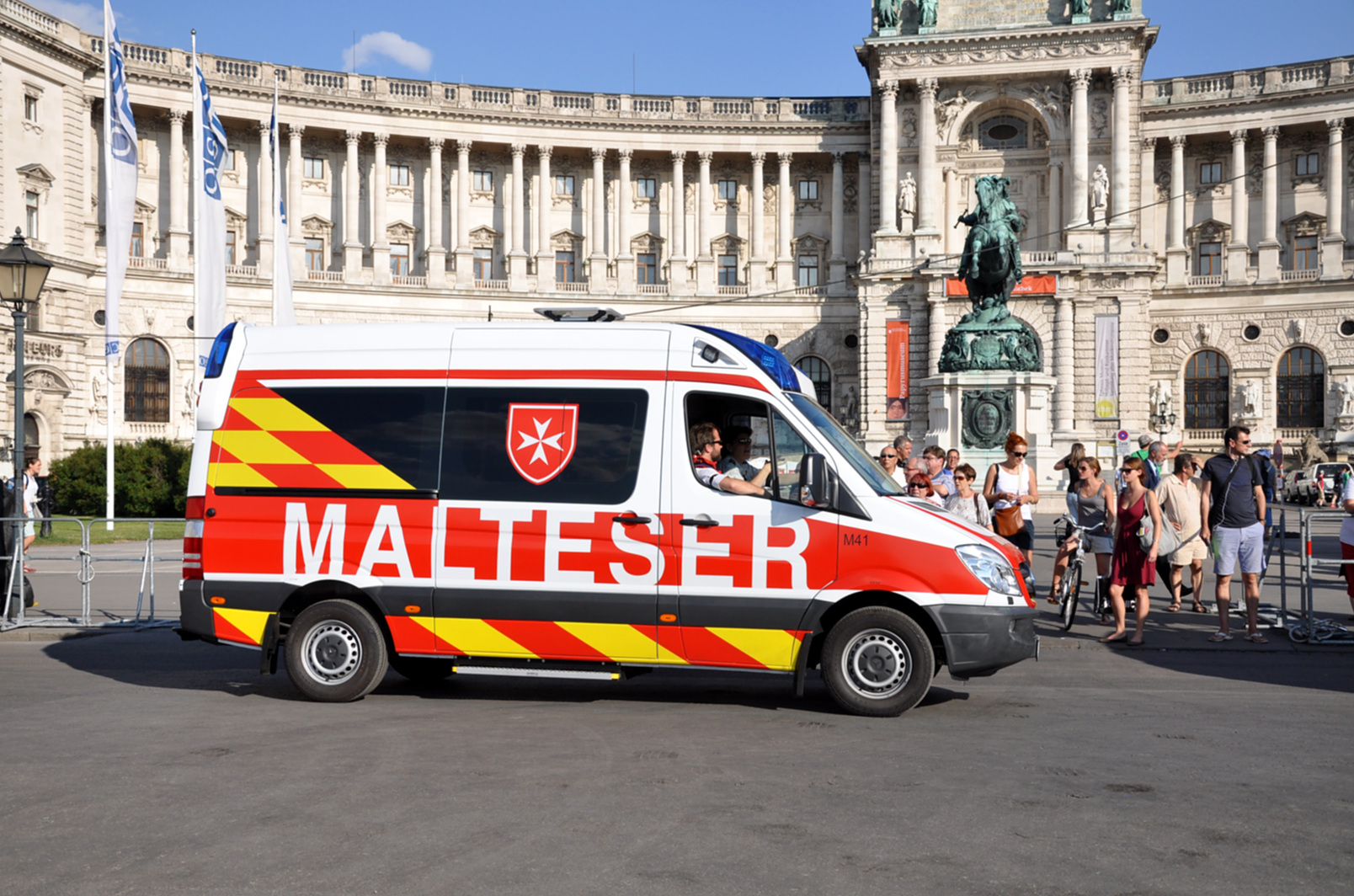
Австрия
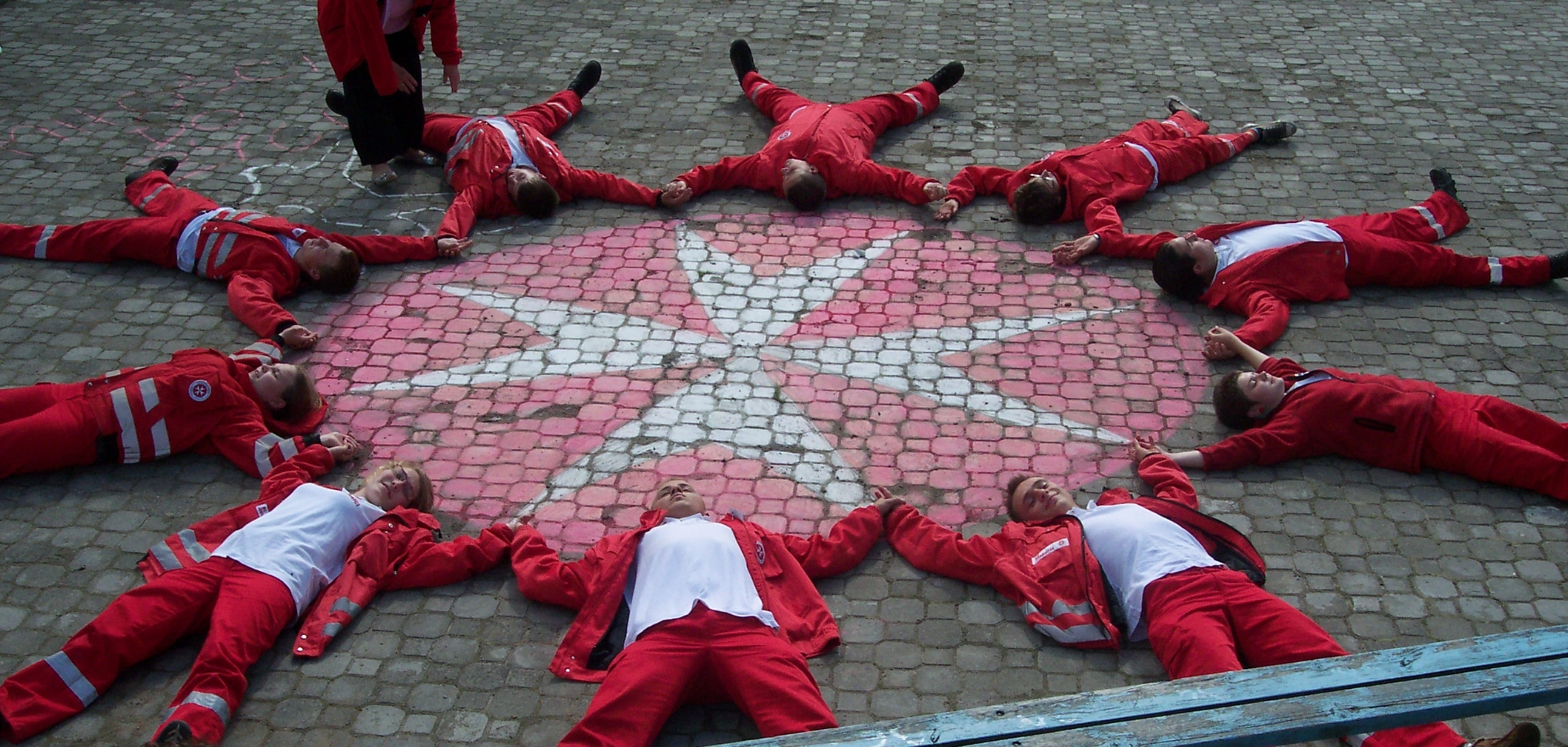
Польша
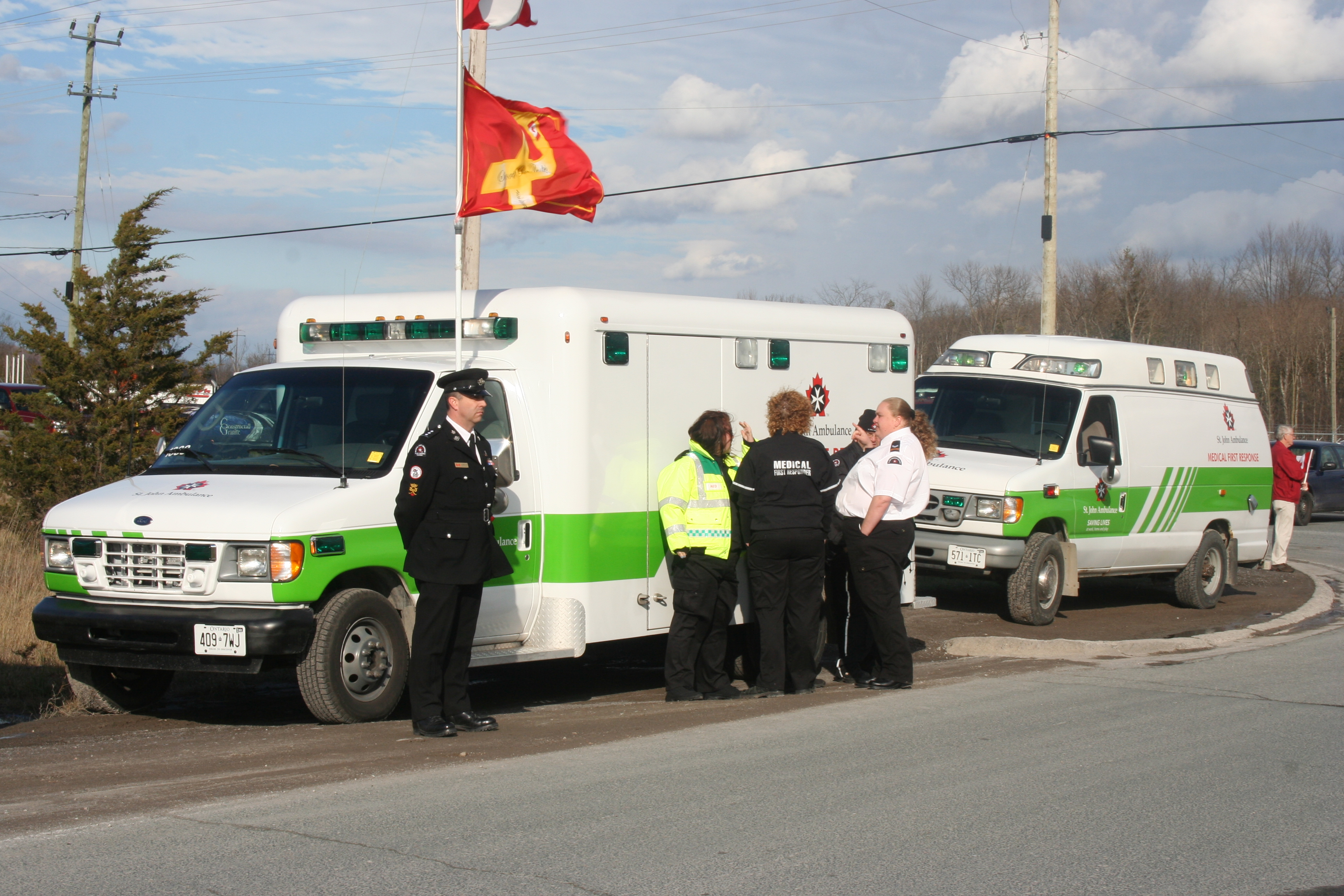
Канада
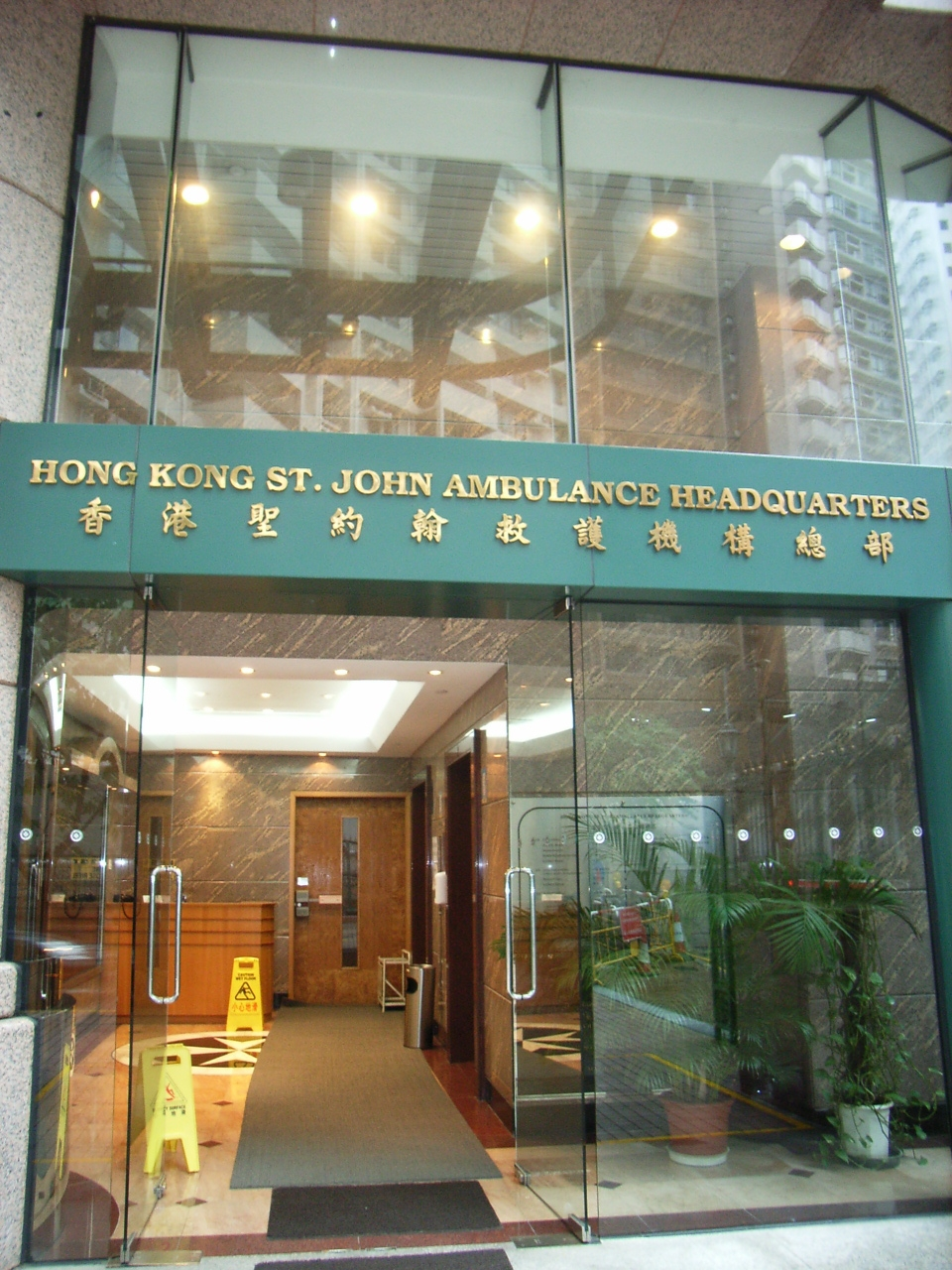
Гонконг
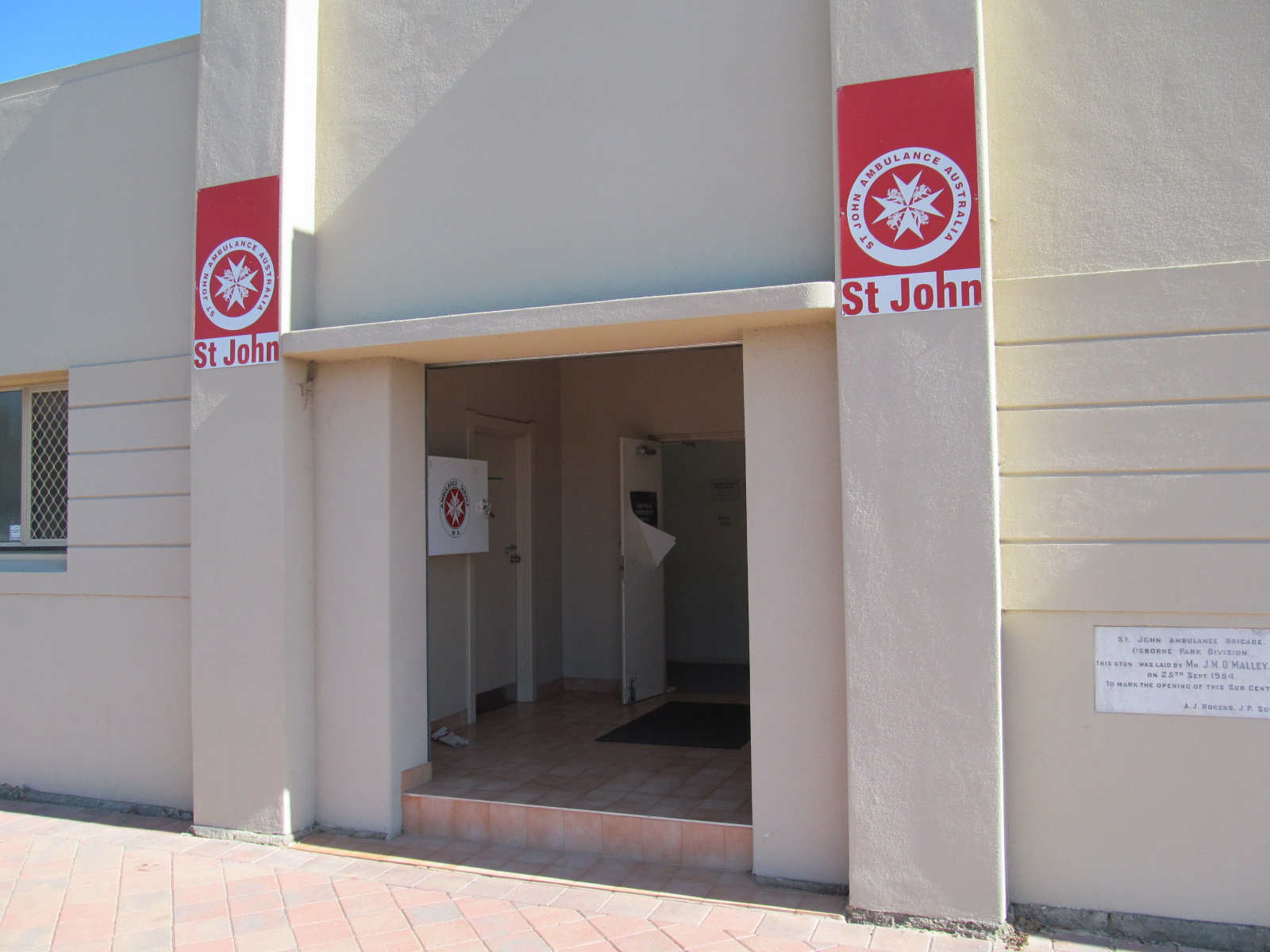
Австралия

## Включённые в сеть организации
Постепенно расширяется число стран, включённых в организационную сеть.
| Страна         | Название                                    | Сайт                  |
| -------------- | ------------------------------------------- | --------------------- |
| Австрия        | Die Johanniter                              | johanniter.at         |
| Великобритания | St John Ambulance                           | orderofstjohn.org     |
| Венгрия        | Johannita Segitö Szolgála                   | johannitak.hu         |
| Германия       | Johanniter-Unfall-Hilfe                     | johanniter.de         |
| Дания          | Johanniterne                                | johanniter.dk         |
| Иерусалим      | St John Eye Hospital Group                  | stjohneyehospital.org |
| Италия         | Soccorso dell'Ordine di San Giovanni Italia | sogitnazionale.it     |
| Кипр           | St John Association and Brigade             | www.stjohn.org.cy     |
| Латвия         | Sveta Jana Palidziba                        | svjp.lv               |
| Мальта         | St John Malta                               | stjohnmalta.org       |
| Нидерланды     | Johanniter Hulpverlening                    | johanniter.nl         |
| Польша         | Joannici Dzieło Pomocy                      | joannici.org.pl       |
| Уэльс          | St John Cymru-Wales                         | sjacymru.org.uk       |
| Финляндия      | Johanniterhjälpen i Finland                 | johanniter.fi         |
| Франция        | Association des oeuvres de Saint-Jean       | archive.is/XPaXA      |
| Швейцария      | Die Schweizer Johanniter                    | johanniterorden.ch    |
| Швеция         | Johanniterhjälpen                           | johanniterhjalpen.se  |
| Эстония        | Sihtasutus Johanniitide Abi Eestis          | eelk.ee/et            |

Раз в два года на общем собрании JOIN избирается правление организации. На период с 2017 по 2019 год были выбраны в правление представители Австрии, Франции, Финляндии,  и Германии.

## События и мероприятия
JOIN проводит благотворительные акции для повышения уровня информированности молодёжи о глобальной сети Johanniter International. С этой целью используются различные интерактивные формы презентаций (с викторинами, игровыми тренировками и т. п.), чтобы познакомить желающих с базовыми навыками первой помощи в чрезвычайных ситуациях.

## Международное сотрудничество волонтёров
Волонтёры из разных национальных отделений JOIN сотрудничают во время проведения различных массовых мероприятий. Например, во время рок-фестиваля в Нюрнберге (июнь 2014 года), где собралось более 100 тысяч зрителей, волонтёры помогали обеспечить благополучие посетителей. В связи с необычно высокими летними температурами были подготовлены резервные группы для повышения мер предосторожности.